# Stomodes
Stomodes — род жесткокрылых семейства долгоносиков.

## Описание
Долгоносики маленьких размеров.

## Экология
Обитают под камнями на юге европейской части СССР.

## Виды
Некоторые виды рода:
- Stomodes angustatus (Stierlin, 1872)
- Stomodes convexicollis Miller, 1871
- Stomodes ganglbaueri Wagner, 1912
- Stomodes gyrosicollis (Boheman, 1843)
- Stomodes leonhardi Wagner, 1912
- Stomodes muelleri Lona, 1922
- Stomodes puncticollis Tournier, 1864
- Stomodes rotundicollis Frivaldszky, 1880
- Stomodes tolutarius Boheman, 1843